# سانتیاگو گیرالدو
 سانتیاگو گیرالدو (انگلیسی: Santiago Giraldo؛ زاده ۲۷ نوامبر ۱۹۸۷) یک تنیس‌باز اهل کلمبیا است.